# ثيودور ريد

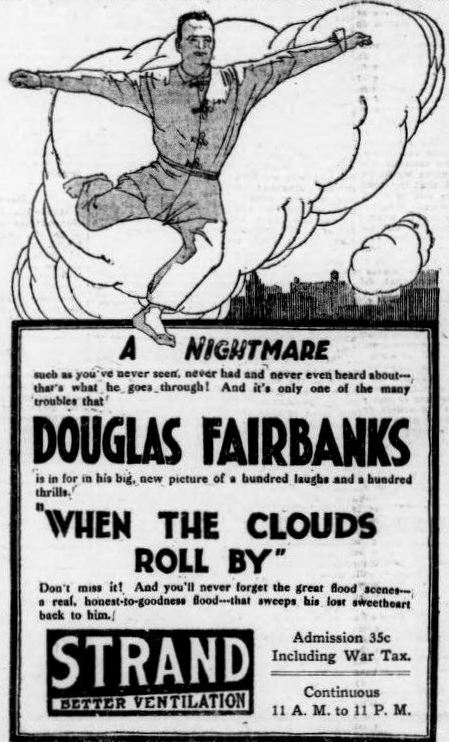
إعلان صحفي عن الفيلم الأمريكي "عندما تمرّ الغيوم" (1919) بطولة دوغلاس فيربانكس، نُشر في الصفحة التاسعة من عدد جريدة دولوث هيرالد بتاريخ 1 يناير 1920.

ثيودور ريد (بالإنجليزية: Theodore Reed) هو منتج أفلام ومخرج وممثل أمريكي، ولد في 18 يونيو 1887 في الولايات المتحدة، وتوفي بنفس المكان في 22 فبراير 1959.

## أعمال

### أفلام
- (1920) علامة زورو

## وصلات خارجية
- ثيودور ريد على موقع IMDb (الإنجليزية)
- ثيودور ريد على موقع ألو سيني (الفرنسية)
- ثيودور ريد على موقع أول موفي (الإنجليزية)
- ثيودور ريد على موقع قاعدة بيانات الأفلام السويدية (السويدية)
- ثيودور ريد على موقع قاعدة بيانات الفيلم (الإنجليزية)
- ثيودور ريد على موقع كينوبويسك (الروسية)